# Kommunehospitalet
 Denne artikel omhandler Kommunehospitalet i København. Opslagsordet har også en anden betydning, se Århus Kommunehospital.
Kommunehospitalet var et hospital i det indre København, som opførtes 1858-63 og blev nedlagt 1. maj 1999. Det blev oprindeligt drevet af Københavns Kommune – deraf navnet – og senere overdraget til Hovedstadens Sygehusfællesskab, da dette blev dannet.
Bygningerne er tegnet af arkitekten Christian Hansen. Hospitalet blev udbygget 1954 på foranledning af stadsarkitekten F.C. Lund med bygninger i samme stil – en stilimitation, der var usædvanlig på den tid. Den 1. april 1954 oprettedes på Københavns Kommunehospital verdens første egentlige intensivafdeling med professor i anæstesiologi Bjørn Ibsen som chef.
De fredede bygninger anvendes i dag af Center for Sundhed og Samfund under Københavns Universitet og Fritidshjemmet Hvepsereden, der drives af Københavns Kommune. Et af universitetets auditorier er opkaldt efter Christian Hansen.
Hospitalsbygningerne ligger mellem Øster Farimagsgade, Bartholinsgade, Øster Søgade og Gammeltoftsgade.